# Mary de Vitry
Marie de Vitry (morte en 1580) est une personne née de sexe féminin et pendue après avoir refusé de vivre « en état de fille », mentionnée par Michel de Montaigne, et Ambroise Paré.

## Faits
Originaire des environs de Chaumont en Bassigny, avec six ou sept filles des alentours, elle décide de vivre sous une identité de genre masculine et le prénom Marie.
S'installant à Vitry-le-François, Marie y travaille comme tisserand et se fiance une première fois mais la relation tourne court. Marie s'installe alors à Montier-en-Der et se marie ensuite avec une autre femme, le couple vit maritalement pendant cinq mois. À la suite d'une dénonciation, le tribunal prononce sa condamnation « ce qu'elle disoit aymer mieux souffrir que de se remettre en estat de fille. ».
La sentence est exécutée par pendaison à Montier-en-Der vers septembre 1580.